# Probeta (química)

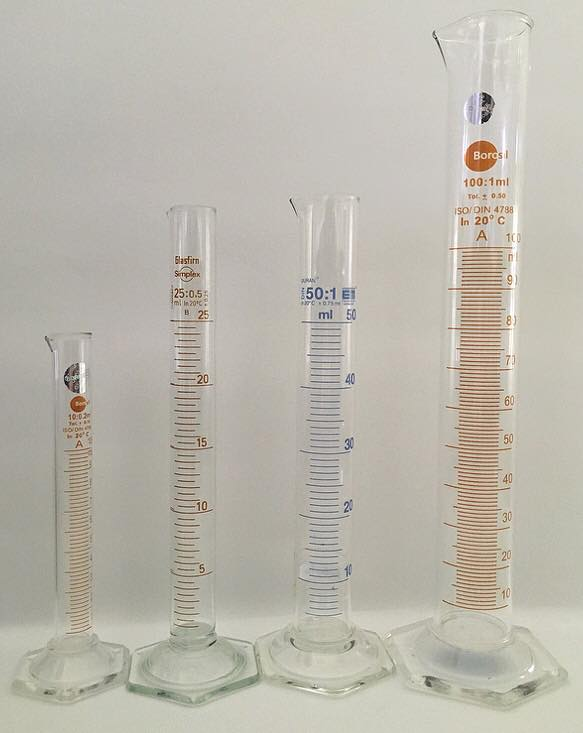
Diferentes tipos de probetas: cilindros graduados de 10 ml, 25 ml, 50 ml y 100 ml

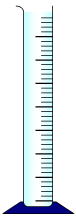
Esquema de una probeta

La probeta es un instrumento volumétrico que consiste en un cilindro graduado de vidrio común que permite contener líquidos y sirve para medir volúmenes de forma aproximada.

## Características
Está formado por un tubo generalmente transparente de unos centímetros de diámetro y tiene una graduación desde 5 ml hasta el máximo de la probeta, indicando distintos volúmenes. En la parte inferior está cerrado y posee una base que sirve de apoyo, mientras que la superior está abierta (permite introducir el líquido a medir) y suele tener un pico (permite verter el líquido medido). Generalmente miden volúmenes de 25 o 50 ml, pero existen probetas de distintos tamaños; incluso algunas que pueden medir un volumen hasta de 2000 ml.
Puede estar hecho de vidrio (lo más común), o de plástico. En este último caso puede ser menos preciso; pero posee ciertas ventajas, por ejemplo,es más difícil romperla, y no es atacada por el ácido fluorhídrico (ácido que no se puede poner en contacto con el vidrio ya que se corroe, en cuyo caso la probeta sí lo soporta). Esta adicionalmente se utiliza para las mediciones del agua y otros líquidos.

## Tipos
Las probetas suelen ser graduadas, es decir, llevan grabada una escala por la parte exterior que permite medir un determinado volumen, aunque sin mucha exactitud. Cuando se requiere una mayor precisión se recurre a otros instrumentos, por ejemplo, la pipeta y la bureta.